# Państwo Greckie
Państwo Greckie (Ελληνική Πολιτεία trb. Ellenike Politeja trl. Ellēnikḗ Politeia) – kolaboracyjne państwo faszystowskie istniejące na terenie Grecji w latach 1941–1944, podczas okupacji tego kraju przez wojska niemieckie.

## Historia
Państwo Greckie powstało po kapitulacji wojsk greckich wobec agresji III Rzeszy i Włoch. Król Jerzy II Grecki udał się na Kretę, a po ewakuacji brytyjskich wojsk do Wielkiej Brytanii, tam też powstał rząd emigracyjny; w Grecji rozpoczęto natomiast okupację przy zachowaniu pozorów autonomii dla części terytorium. Powołany został nowy rząd pod kierownictwem Georgiosa Tsolakoglou. Kraj był podzielony na trzy strefy. Największa była strefa włoska, lecz ważniejsza ekonomicznie była mniejsza strefa niemiecka. Tereny położone na północnym wschodzie i okupowane przez Bułgarów włączono do Carstwa Bułgarii, ich ludność poddając drastycznej bułgaryzacji. W przypadku niektórych miejscowości, niegdyś w znacznej mierze bułgarskojęzycznych, a później zasiedlonych przez greckich ekspatriantów z Azji Mniejszej, uciekano się nawet do eksterminacji cywilnej ludności greckiej. Bułgarskie władze nie zezwalały na przejazd Greków, spoza swej strefy, przez zajęte przez Bułgarię terytorium, zablokowały współpracę gospodarczą z resztą okupowanej Grecji i odmawiały zgody na powrót do domów greckich jeńców wojennych, zwalnianych z niemieckiej lub z włoskiej niewoli. Rząd kolaboracyjny dysponował więc pewnym wpływem jedynie na terenach okupacji niemieckiej i włoskiej.
W okupowanej Grecji, podobnie jak w innych okupowanych krajach, przeprowadzono też eksterminację Żydów. Część aresztowanych przewożono, w celu zagłady, poza Grecję, m.in. do Auschwitz-Birkenau. W zbrodniach tych uczestniczyli członkowie greckich faszystowskich organizacji wojskowych i paramilitarnych (Narodowa Socjalistyczna Organizacja Patriotyczna i Bataliony Bezpieczeństwa), sami stając się jednocześnie celem odwetu greckiego ruchu oporu.
Kolaboracyjne państwo utworzyło też siły zbrojne. Były to Bataliony Bezpieczeństwa, liczące, zależnie od okresu, 12,5 – 22 tysięcy żołnierzy i według wielu źródeł, składające przysięgę na wierność Adolfowi Hitlerowi oraz całkowite posłuszeństwo niemieckiemu dowództwu. Faktem jest, że taka przysięga istniała, natomiast trudno jest dowieść, kto z żołnierzy Batalionów Bezpieczeństwa ją złożył, a kto nie. Bataliony Bezpieczeństwa zajmowały się wspieraniem egzekucji kontyngentu na rzecz III Rzeszy oraz zwalczaniem greckiego ruchu oporu, zwłaszcza lewicowego. Zarzuca się im popełnienie licznych zbrodni wojennych.
W okresie istnienia Państwa Greckiego zmarło z głodu około 300 tysięcy mieszkańców Grecji. Nie można jednak całością odpowiedzialności za ten fakt obarczyć kolaboracyjnego rządu. Coroczny w Grecji duży import żywności, w latach wojny uniemożliwiła brytyjska blokada morska.
Poniesione przez Państwo Greckie straty materialne stanowiły 33-krotność produktu krajowego brutto z 1946. W szczególności, inflacja osiągnęła 15 000 000%, gdy wymuszono na Państwie Greckim formalne, międzypaństwowe pożyczki – pieniężne, przemysłowe i surowcowe, spłacane następnie greckim pieniądzem, emitowanym inflacyjnie w mennicy, pozostającej pod kontrolą Niemiec.
W październiku-listopadzie 1944 nastąpiła ewakuacja wojsk niemieckich z Grecji, do Aten powrócił mianowany przez króla, zatwierdzany przez Brytyjczyków rząd. Brytyjczycy mianowali następnie kolejnych premierów, a faktycznie jeszcze przez około półtora roku Grecja pozostawała pod władzą brytyjskiego dowódcy wojskowego. Przywódców kolaboracyjnego rządu aresztowano, nie zostali jednak surowo ukarani pozostali gorliwi kolaboranci. W szczególności nie ukarano niemal nikogo z żołnierzy Batalionów Bezpieczeństwa, a znaczną ich część przyjęto do służby w organach bezpieczeństwa odrodzonego państwa, tworzonych od 1945 roku. Wywołało to silne podziały w społeczeństwie. Stosunek do kolaborantów był jednym z ognisk zapalnych i przyczyn wybuchu greckiej wojny domowej.